# Święto Trójcy Świętej
Święto Trójcy Świętej (Uroczystość Trójcy Przenajświętszej) – jedno z najważniejszych liturgicznych świąt chrześcijańskich, obchodzonych ku czci Trójcy Świętej: Boga Ojca, Syna i Ducha Świętego. W kościołach zachodnich przypada na niedzielę po Zesłaniu Ducha Świętego, zaś według tradycji wschodniej obchodzone jest w niedzielę Pięćdziesiątnicy.

## Sposób wyznaczania
W kościołach zachodnich (rzymskokatolickim, starokatolickim i protestanckich) Święto Trójcy Świętej obchodzone jest w pierwszą niedzielę po Zesłaniu Ducha Świętego, natomiast w Kościołach obrządku wschodniego (np. greckokatolickim czy prawosławnym), czyli takich, w których daty świąt kościelnych wyliczane są na podstawie kalendarza juliańskiego – w 49 dniu po Wielkanocy, wyliczonej według tegoż kalendarza. Przedział czasu w którym może wypadać święto to okres pomiędzy 17 maja a 20 czerwca.
W niektórych wspólnotach przez trzy dni przed świętem Trójcy Świętej, począwszy od piątku poprzedzającego tę uroczystość, odmawia się hymn Trisagium Angelicum.

## Kościół katolicki
W Kościele katolickim święto zaliczane jest do uroczystości liturgicznych i obchodzone jest jako Uroczystość Najświętszej Trójcy, tzn., że chociaż obchodzone jest w okresie zwykłym przyjmuje pierwszeństwo nad innymi dniami świątecznymi. Również Kościoły Starokatolickie obchodzą to święto jako Niedzielę Trójcy Przenajświętej w oktawie Zesłania Ducha Świętego.
Kolorem obowiązującym w liturgii jest biały.

## Cerkiew prawosławna
W Kościołach prawosławnych niedziela Pięćdziesiątnicy nosi nazwę Niedzieli Świętej Trójcy. W dniu tym odprawia się jedną z najbardziej uroczystych w roku Boskich liturgii. Podłogi w cerkwiach ściele się świeżo skoszoną trawą, a ikony przyozdabia brzozowymi gałązkami; na drugi dzień, w poniedziałek świętowany jest Dzień Ducha Świętego. Święto Świętej Trójcy należy do dwunastu wielkich świąt prawosławia.

## Kościoły protestanckie
Święto Trójcy Świętej obchodzone jest przez Kościoły protestanckie posługujące się kalendarzem liturgicznym – luterańskie, ewangelicko-reformowane i metodystyczne. W wyznaniach tych zaliczane jest do świąt najwyższej rangi. Dzieli ono rok kościelny na dwie części: przed świętem – świąteczną, począwszy od adwentu, oraz po święcie Trójcy – bezświąteczną. Stąd też wszystkie niedziele drugiej połowy roku kościelnego noszą nazwę kolejnych niedziel po Trójcy Świętej.
Ewangelikalne oraz tradycyjne prezbiteriańskie Kościoły protestanckie nie obchodzą święta, postrzegając jego tradycję jako niewyrastającą bezpośrednio z Pisma Świętego, w przeciwieństwie do świąt, które upamiętniają wydarzenia opisane w Biblii, jak np. Boże Narodzenie, Wielkanoc, Wniebowstąpienie Pańskie i Zesłanie Ducha Świętego.